# Dialkylbiarylfosfinové ligandy
Dialkylbiarylfosfinové ligandy jsou skupinou organických ligandů, které mají v molekulách atomy fosforu a používají se k pozměňování reaktivity katalyzátorů obsahujících palladium nebo jiné přechodné kovy. Poprvé je popsal Stephen L. Buchwald v roce 1998 skrz jejich využití při reakcích katalyzovaných palladiem tvořících vazby uhlík-dusík a uhlík-uhlík. Před objevem těchto ligandů se používaly katalyzátory založené na fosfinových ligandech první a druhé generace, jako například BINAP a tris(o-tolyl)fosfin, s nimiž se reakce musely provádět za tvrdších posmínek a spektrum použitelných substrátů bylo užší. Suzukiho-Mijaurova a Negišiho reakce se obvykle katalyzují Pd{P(C6H5)3}4 a lze je provádět pouze u arylbromidů a aryljodidů za vyšších teplot, zatímco široce dostupné chloridy jsou zde nereaktivní. K překonání těchto omezení bylo nutné vyvinout nový druh ligandů.
Od této doby byly vyvinuty další ligandy, které umožnily katalýzu mnoha různých reakcí, jako jsou Buchwaldova–Hartwigova aminace, etherifikační, Negišiho a Suzukiho-Mijaurova reakce.
Dialkylbiarylfosfinové ligandy se používají velmi často, protože je lze použít na velký počet různých substrátů. Deriváty látky BrettFos umožňují katalýzu reakcí aryl(pseudo)halogenidů s jinak těžko použitelnými substráty, jako jsou například organofluoridy, trifluormethylové sloučeniny, dusitany (při přípravě nitroarenů) a kyanáty (při přípravě močoviny z izokyanátů). Lze je také použít při reakcích katalyzovaných jinými přechodnými kovy, například zlatem, stříbrem, mědí, rutheniem a rhodiem.

## Vlastnosti

Příprava dialkylbiarylfosfinových ligandů

Dialkylbiarylfosfinové ligandy jsou krystalické látky, na vzduchu stálé. Mnoho z nich lze zakoupit nebo v několika málo krocích připravit v laboratoři.

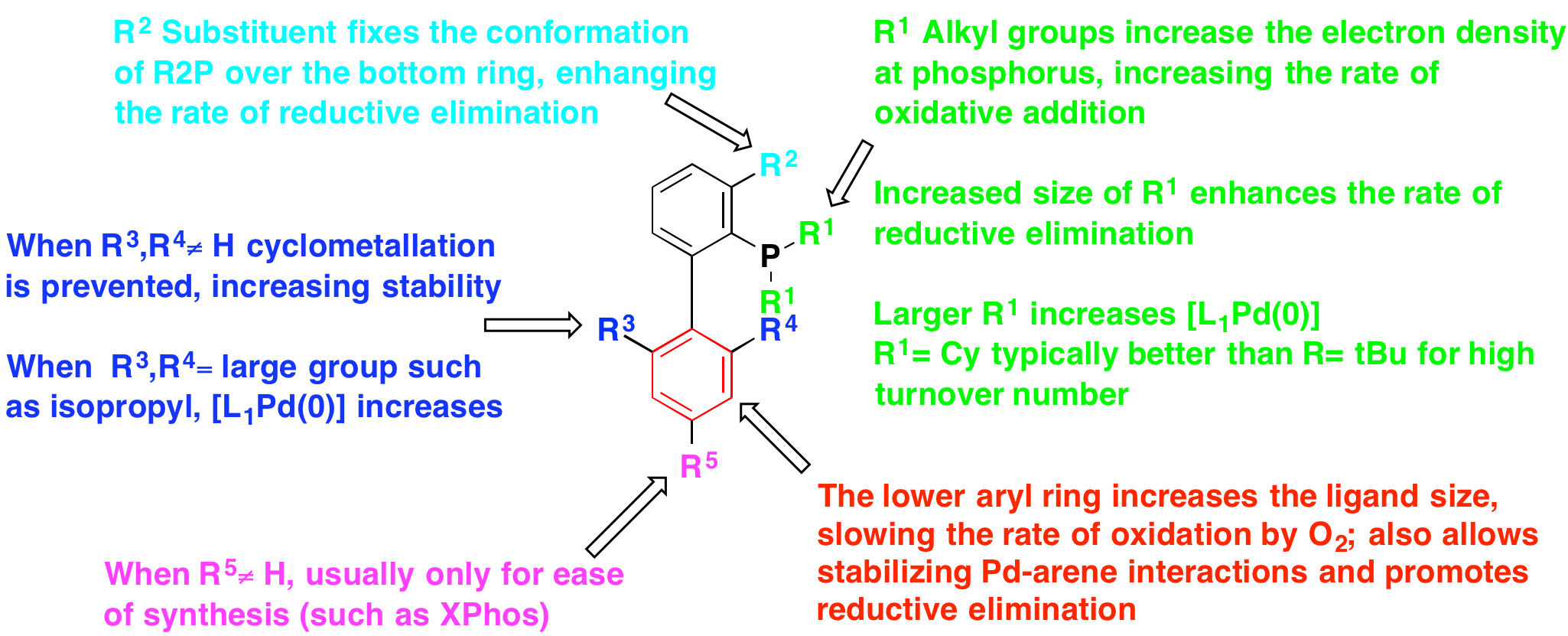
Struktura dialkylbiarylfosfinových sloučenin a její vliv na účinnost katalyzátorů obsahujících tyto ligandy

Vyšší katalytická aktivita komplexů těchto ligandů oproti jiným je způsobována vysokou elektronovou hustotou, sterickými jevy a několika specifickými strukturami. Jako objemné skupiny dodávající elektrony se používají například cyklohexylové, t-butylové a adamantylové skupiny. Níže zobrazené benzenové jádro, v poloze ortho vůči fosfinové skupině, má také na aktivitu příslušných katalyzátorů významný vliv. Z několika krystalografických studií vyplývá, že se chová jako pololabilní ligand a v průběhu katalytického cyklu stabilizuje vysoce reaktivní dvanáctielektronový meziprodukt LPd(0). Později vyvinuté ligandy usnadňují 2,6-substituci na tomto cyklu, což zabraňuje rozkladu katalyzátoru palladiem řízenou aktivací vazby C-H. Dalšími menšími změnami ve struktuře ligandů lze dosáhnout značné změny aktivity při reakcích s různými substráty. Toto zjištění vedlo k vývoji ligandů používaných specificky pro konkrétní reakce. Bylo vyvinuto několik generací cyklopalladiových prekatalyzátorů, které lze používat za pokojové, a často ještě nižší, teploty a tím byly rozšířeny možnosti jejich použití.

## Příklady ligandů
Níže jsou popsané některé používané dialkylbiarylfosfinové ligandy, seřazené podle přibližné doby objevu.

### DavePhos

DavePhos

DavePhos byl prvním známým dialkylbiarylfosfinovým ligandem, původně používaným při katalýze Suzukiho-Mijaurových reakcí a Buchwaldových-Hartwigových aminací, později i u dalších reakcí, jako například arylací ketonů a esterů, borylací arylchloridů a arylací indolů.

### JohnPhos

JohnPhos

JohnPhos byl poprvé použit v roce 1999 při palladiem katalyzovaných Suzukiho-Mijaurových reakcích arylbromidů a arylchloridů. Při jeho použití mohou stericky ovlivněné substráty za pokojové teploty reagovat za přítomnosti velmi malého množství katalyzátoru. Díky tomu má využití v reakcích, jako jsou aminace arylhalogenidů a triflátů a arylace thiofenů.
Bylo také zkoumáno několik obměn tohoto ligandu, jako jsou PhJohnPhos a CyJohnPhos.

### MePhos

MePhos

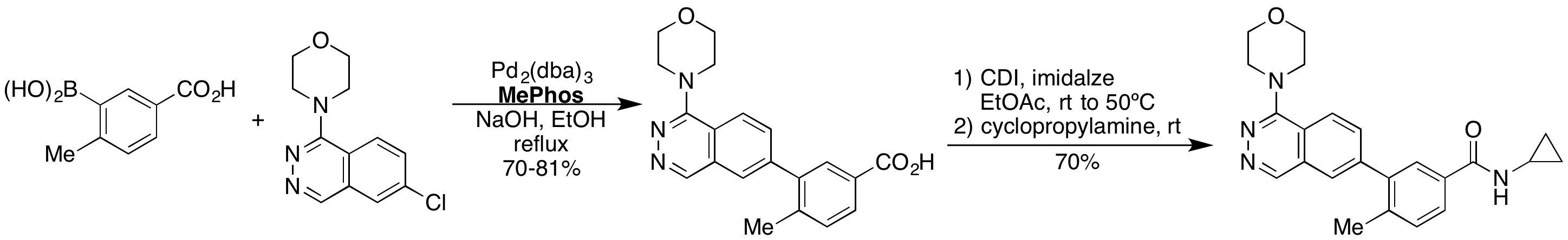

MePhos, objevený v roce 1999, má podobné vlastnosti vzhledem k palladiem katalyzovaným Suzukiho-Mijaurovým reakcím jako DavePhos a JohnPhos. Může vytvářet aktivní katalyzátor při syntéze arylketonů.
Bylo zjištěno, že pro závěrečné kroky Suzukiho reakcí je nevhodnějším katalytickým systémem Pd2(dba)3/MePhos. Při této reakci byly použity kilogramová množství reaktantů a nebylo třeba odstraňovat palladium, jelikož s ním přebytečný imidazol vytvářel komplex, který bylo možné snadno odstranit.

### XPhos

XPhos

XPhos byl poprvé použit v roxe 2003 k aminaci a amidaci arylsulfonátů a arylhalogenidů. Rovněž jej lze použít při borylaci aryl- a heteroarylchloridů.
Jsou známy i obměny této látky, jako například tBuXPhos a Me4tButylXPhos, které lze využít při přípravě diaryletherů. Pokud se na tyto ligandy naváže do polohy 4 sulfonová skupina, tak mohou být použity v Sonogaširově reakci ve vodných dvoufázových rozpouštědlech.

### SPhos

SPhos

SPhos byl popsán roku 2004 jako ligand vhodný pro katalýzu Suzukiho-Mijaurových reakcí.

### RuPhos

RuPhos

RuPhos, byl popsán v roce 2004 jako součást vysoce aktivního katalytického systému palladiem katalyzovaných Negišiho reakcí organozinečnatých sloučenin s arylhalogenidy. Umožňuje použití silně stericky zatížených substrátů i substrátů s mnoha různými funkčními skupinami. Ukázal se také účinným při trifluormethylacích arylchloridů a aminacích arylhalogenidů.

### BrettPhos

BrettPhos

BrettPhos byl poprvé použit roku 2008, a to v aminacích arylmesylátů a arylhalogenidů katalyzovaných palladiem. Tento ligand zvyšuje reaktivitu slabých nukleofilů s arylhalogenidy. Je také velmi selektivní při monoarylaci primárních aminů, kdy téměř nedochází k tvorbě diarylovaných produktů; tato selektivita se neobjevuje u sekundárních aminů. BrettPhos lze rovněž použít při katalýze trifluormethylací arylchloridů, syntéze aryltrifluormethylsulfidů a Suzukiho-Mijaurových reakcích.
Existuje několik obměn BrettPhosu, například tBuBrettPhos, vhodný na přeměny aryltriflátů a arylbromidů na příslušné arylfluoridy i pro přípravu aromatických nitrosloučenin. AdBrettPhos je možné využít k amidaci pětičlenných heterocyklických halogenderivátů obsahujících více heteroatomů (například halogenimidazolů a halogenpyrazolů).

### CPhos

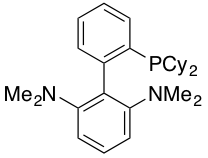
CPhos

CPhos se používá při Negišiho reakcích sekundárních alkylzinečnatých sloučenin s arylhalogenidy.

### AlPhos

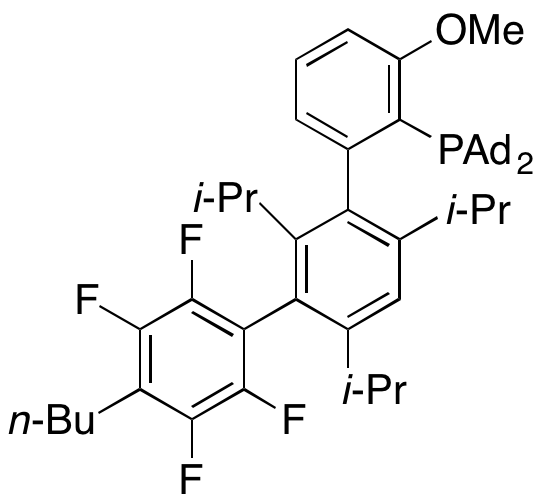
AlPhos

AlPhos, popsaný v roce 2015, je jedním z nejnověji používaných dialkylbiarylfosfinových ligandů. Umožňuje provádět palladiem katalyzované fluorace aryl- a heteroaryl triflátů za mírných podmínek.